# Liste der Monuments historiques in Saint-Romain (Vienne)
Die Liste der Monuments historiques in Saint-Romain (Vienne) führt die Monuments historiques in der französischen Gemeinde Saint-Romain auf.

## Liste der Objekte
| Bezeichnung | Beschreibung                    | Standort                       | Kennzeichnung | Schutzstatus | Datum | Bild |
| ----------- | ------------------------------- | ------------------------------ | ------------- | ------------ | ----- | ---- |
| Glocke      | Bronze, 1630 oder 1650 gegossen | in der Kirche St-Romain (Lage) | PM86000626    | Classé       | 1943  |      |